# كيفن مكمان
كيفن مكمان (بالإنجليزية: Kevin McMahon)‏ (1 مارس 1946 في المملكة المتحدة - ) هو لاعب كرة قدم بريطاني في مركز الهجوم. لعب مع بولتون واندررز ونادي بارنسلي ونادي هارتلبول يونايتد ونادي يورك سيتي ونيوكاسل يونايتد ونادي غيتزهد وConsett A.F.C. ‏.

## وصلات خارجية
- كيفن مكمان على موقع قاعدة بيانات كرة القدم.إي يو (الإنجليزية)